# مسیه ۱۰۰
مسیه ۱۰۰(یا ان‌جی‌سی ۴۳۲۱) یک کهکشان مارپیچی با فاصله ۵۲٫۵ میلیون سال نوری است و در صورت فلکی گیسو قرار دارد.این جرم توسط پیر مچیان در سال ۱۷۸۱ این جرم عضو خوشه دوشیزه است که یکی از پرنورترینشان به شمار می‌رود. کهکشان مسیه ۱۰۰ پنج ابرنواختر دارد:SN ۱۹۰۱B، SN ۱۹۱۴A، SN ۱۹۵۹E، SN ۱۹۷۹C و SN ۲۰۰۶X

## تصاویر دیگر

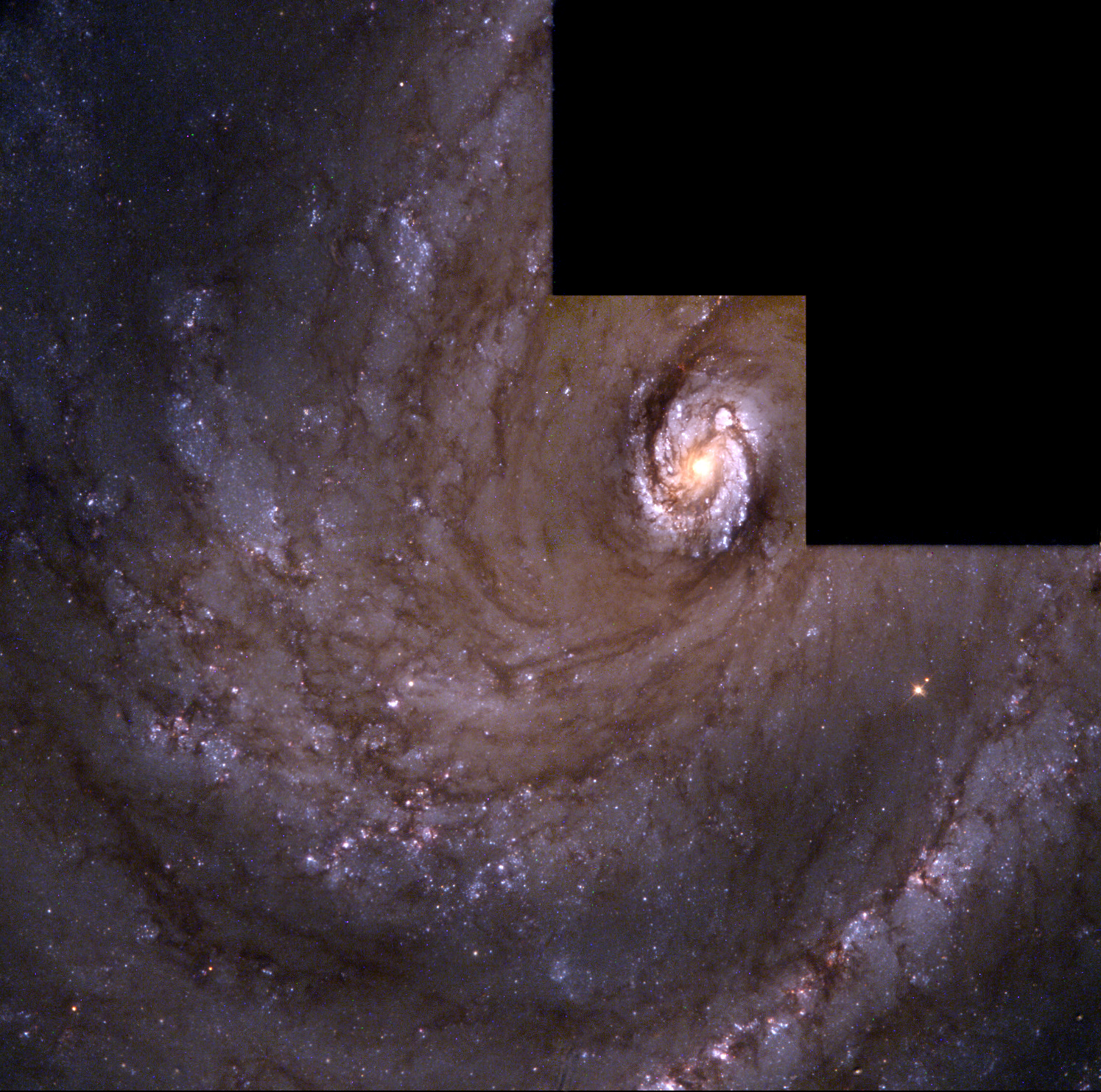
Full look at center by HST
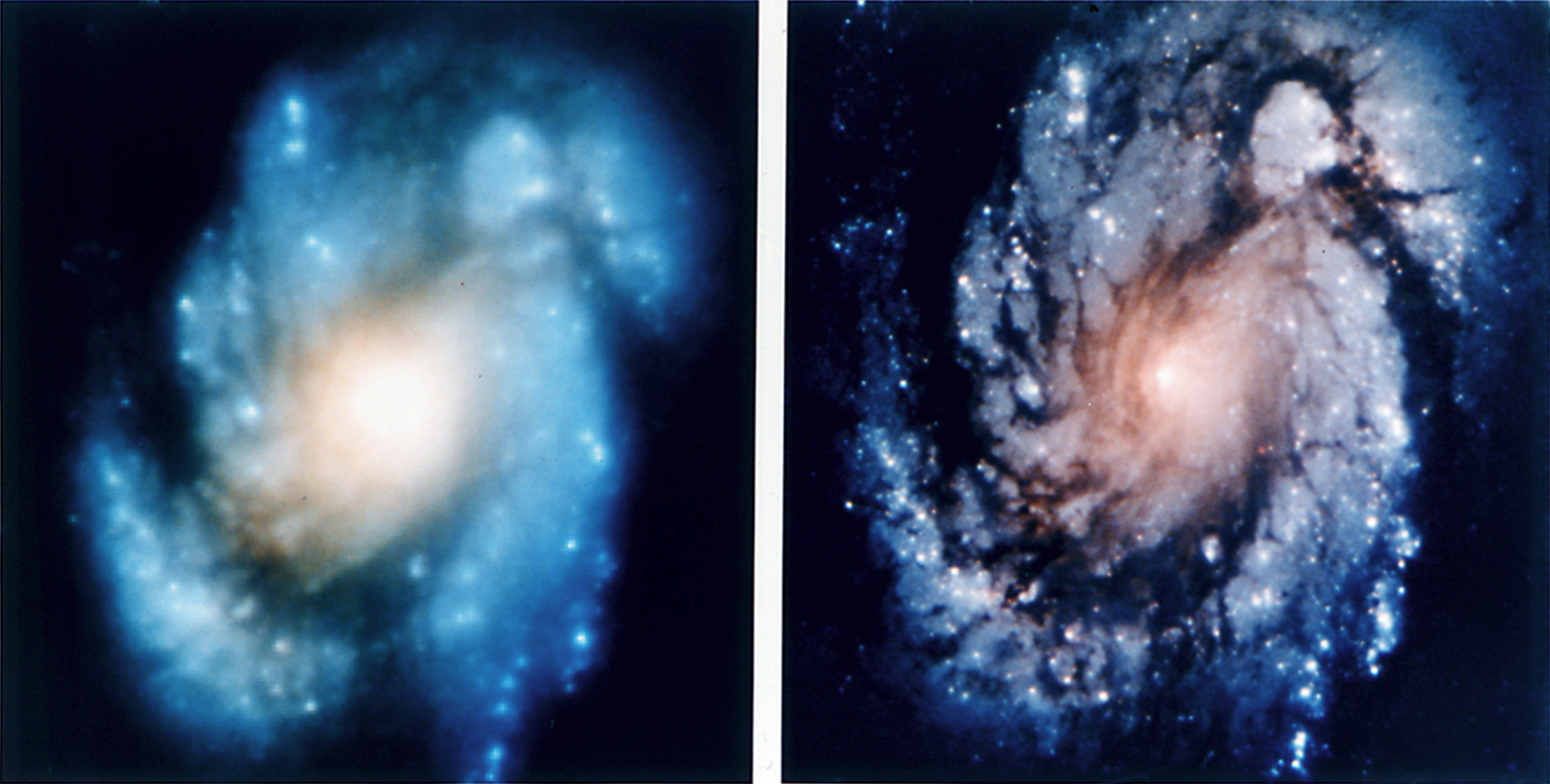
Before and after the fix of HST